# Héctor Almonte
Héctor Radhamés Almonte Moreta (nacido el 17 de octubre de 1975 en Santo Domingo) es un lanzador de relevo dominicano que jugó en la Liga Mayor de Béisbol. Desde 1999 hasta 2003,  Almonte jugó para los Marlins de la Florida (1999), Medias Rojas de Boston (2003) y Expos de Montreal (2003).

## Carrera
En una carrera de tres temporadas, Almonte registró un récord de 1-4 con una efectividad de 6.27 en 50 juegos lanzados.
Almonte jugó durante dos temporadas con los Yomiuri Giants en Japón de 2001 a 2002. En 2005, lanzó en la organización de los Bravos de Atlanta y terminó la temporada con los Saraperos de Saltillo en la Liga Mexicana donde tuvo un récord de 2-0 y una efectividad de 1.54 en diez partidos lanzados. Entre 2006-2007, Almonte jugó para los Somerset Patriots de la Atlantic League of Professional Baseball en Bridgewater, Nueva Jersey y también tuvo una breve temporada con los equipos de Triple-A afiliados a los Cachorros de Chicago. En 2008, jugó para los Southern Maryland Blue Crabs de la Atlantic League of Professional Baseball. Firmó para jugar con los Edmonton Capitals de la Golden Baseball League en 2009, pero fue dejado libre antes de aparecer en un juego con ellos.